# Moses Bar-Kepha
Mose bar-Kepha (* um 833 in Balad, Irak; † 903) war ein bedeutender Theologe der Syrisch-Orthodoxen Kirche des 9. Jahrhunderts.

## Leben
Mose bar-Kepha wurde von Rabban Kyriacus im Mönchskloster Mar Sargis unterrichtet. 863 wurde er Bischof von Mosul, Tigris und damit mitzuständig für Beth-Ramman und Beth-Kionaya. Bei seiner Bischofsweihe nahm er den Namen Severus an. Zeitweise war er Visitator (Periodeutes) der „Tagriter“, einer dem Patriarchen die Gefolgschaft verweigernden Gruppe.
Der Prolog seines Hexaemeronkommentars entspricht im Aufbau den theologischen Summen des Kalam des 9. Jahrhunderts, genauer deren Kapitel zur Einheit Gottes. Diese behandelten Ewigkeit der Welt, Einzigkeit des Schöpfers, Gesandtschaft Muhammads und Befolgung der Gebote. Moses bar Kepha schaltet noch, wie Abu Mansur al-Maturidi, ein erkenntnistheoretisches Kapitel vor. Ansonsten schöpft Mose bar Kepha aus den altkirchlichen Kommentaren zum Sechs-Tage-Werk, vor allem aus Basilius von Caesarea.
Die Topik in den Einleitungen seiner biblischen Kommentare verdankt sich der Bibelexegese der Alten Kirche, vor allem Theodor von Mopsuestias. In der neutestamentlichen Bibelexegese ist der große Prediger Johannes Chrysostomos der Hauptgewährsmann.

## Werke
- Kommentar zum alten und neuen Testament, im Manuskript erhalten, Johanneskommentar hg. und übers. von Lorenz Schlimme 1981; Paulinenauslegung hg. und übers. von Jobst Reller 1994
- Traktat über Vorsehung und Willensfreiheit, im Manuskript erhalten (British Library, Add. 14 731)
- Kommentar über das Hexaemeron, erhalten (Bibliothèque nationale de France, Syr. 241) und übers. von Lorenz Schlimme 1977
- Kommentar zum Lukas-Evangelium, Edition und englische Übersetzung von Abdul -Massih Saadi 2020
- Tractatus de Paradiso, syrisches Original verloren, lateinische Fassung hg. von Andreas Masius, Antwerpen 1569 (De Paradiso Commentarius), abgedr. in Migne
- Traktat über die Seele, und Diskussion der Nützlichkeit von Gebet und Opfern für Tote, erhalten (Bibliothek des Vatikans), dt. Übers. O. Braun, Moses Bar-Kepha und sein Buch von der Seele, Freiburg 1891
- Tractatus de sectis bzw. Liber disputationum adversus haereses
- Kommentar zur eucharistischen Liturgie, bei R. H. Connolly und H. W. Codrington, Two commentaries on the Jacobite Liturgy, London 1913, 16–86;
- Erklärung der Taufe: Die Tauferklärung des Moses bar Kepha. Erstmals hrsg. übers. u. erl. von Ludwig Haggenmüller. Wien, Diss. phil. (masch.) Wien 1943; Odo Haggenmüller OSB: Heilige Gottesgeburt: ein altsyrischer Traktat über die Taufe. Beuroner Kunstverlag, Beuron 1947 (nur deutsche Übersetzung); B. Varghese: Moses Bar Kepha: Commentary on Baptism. In: The Harp 24 (2009) 55-82 (syr.-engl.).
- Erklärung der Myron-Weihe:  Werner Strothmann (Hg.): Moses Bar Kepha. Myron-Weihe (Göttinger Orientforschungen I. Reihe: Syriaca, Bd. 7). Harrassowitz, Wiesbaden 1973; Baby Varghese (ed.): Moses Bar Kepha. Commentary on Myron. (Texts from Christian Late Antiquity 34). Gorgias Press, Piscataway, NJ 2014.
- Kirchengeschichte
- Homilien
- Kommentar zu Schriften von Gregor von Nazianz.